# Eskilstuna DE
Eskilstuna DE (damelit) var ett samarbete mellan handbollsklubbarna Eskilstuna GUIF och HK Eskil. Samarbetsklubben tog sig upp i damelitserien 2005/2006 och spelade där en säsong. Man åkte ut direkt och tog bara tre poäng, en vinst och en oavgjord mot Kungälv.  Lagkaptenen Jennie Persson drabbades av en axelskada. En annan känd spelare var Lisa Karlsson, målvakt som sedan spelade för Skövde HF. Hon fick landslagsdebutera då hon spelade för Eskilstuna Damelit. Samarbetet mellan klubbarna är nu avslutat och Eskilstuna GUIF har eget damlag.